# Графство Ортенбург-Тамбах
Графството Ортенбург-Тамбах или също Графството Тамбах (на немски: Grafschaft Ortenburg-Tambach, Grafschaft Tambach) е за кратко от 1805 г. имперско графство на Свещената Римска империя, след това от октомври 1806 г. e племенно графство във Великото херцогство Вюрцбург и в Кралство Бавария.
Намира се югозападно от Кобург с център в дворец Тамбах. Намира се на границата с Кралство Бавария и Херцогство Саксония-Кобург и Гота.
Графството се създава чрез договор за смяна от 1805 г., чрез който бившата служба манастир Тамбах е издигната на графство, а Имперското графство Ортенбург в Долна Бавария става част от Курфюрство Бавария. Ортенбург-Тамбах съществува до края на монархията в Бавария през 1918 г.

## Териториално развитие на бившата манастирска служба и на имперското графство
- преди 1803
- 1803 – 1805
- януари-октомври 1806
- октомври-декември 1806
- декември 1806 – 1810
- 1810 – 1814
- след 1814

Първият имперски граф на Ортенбург-Тамбах е малолетният Йозеф Карл (1780 – 1831), който от 1801 г. става имперски граф на Имперското графство Ортенбург, заедно с майка му графиня Кристиана Луиза фон Залм, вилд-и Рейнграфиня в Гаугревайлер, Райнграфенщайн (1753 – 1826), която чрез луксозния си живот има задължения от 200 000 гулдена. Той я изпраща в изгнание в близкия Пасау. През 1803 г. финансовите съветници съветват Йозеф Карл да продаде графството. Графската фамилия напуска Ортенбург и се нанася при тъста на Йозеф Карл, граф Франц фон Ербах-Ербах (1754 – 1823) в Ербах в Оденвалд.
През март 1805 г. баварският курфюрст Максимилиан IV Йозеф му предлага смяна на Ортенбург с манастир Тамбах. На 14 август 1805 г. договорът за смяна между двамата е подписан. Тамбах е издигнат с всички права на имперско графство Ортенбург-Тамбах. Имперското графство Ортенбург, което има площ от три квадрат километра заедно с шест села и ок. 3000 жители, също двата дворци Алт-Ортенбург и Ной-Ортенбург, отива към Бавария. Йозеф Карл получава дворец Тамбах и 18 села с почти 3000 жители и горска собственост. По оценка от 1858 г. това господство има доходи от 50 000 гулдена.
Графската фамилия се мести на 20 януари 1806 г. в новосъздаденото графство Тамбах.
Последният граф е Франц Карл (1894 – 1918). В дворец Тамбах
живее и днес графската фамилия.